# Девене
Дѐвене е село в Северозападна България. То се намира в община Враца, област Враца.

## География
Девене е разположено на 26 км северно от гр.Враца. Съседни села са: на изток - Борован, Оходен и Баница, на юг - Чирен, на запад - Галатин, Осен и Три кладенци и на север - Малорад.

## История
В близост до Девене са открити останките на голямо праисторическо селище от средния неолит. В района са открити останки от тракийско селище, както и тракийска могила, в която е намерено погребение на тракийски воин и неговият железен меч. Намерени са и римски императорски сребърни монети от II в.
Археолозите са изследвали останките на две средновековни селища, датирайки ги от времето на Първото и Второто българско царства.
Голяма част от наименованиятя на местностите около Девене също имат старинен произход. На изток от Девене са: Дунчов рог (местността е като рог, събират се няколко падини), Фиков дол, Церака (от дървото цер), Горен и Долен Мираш (мястото е равно и неплодородно, при големи дъждове изкисва), Арт (вероятно от рът, ръта, рид, рида), Чуй петел (Според преданието девенци и борованчани имали спор за тая местност. Като не могли да се споразумеят, решили — на което село първи се чуят петлите тук, тяхно ще е. Чули са се девенските), Гульовица и изворите Драгановец и Стублата, Боровански кладенец, Пикльовец (извор със слабо течаща вода), Песъга (мястото е песъчливо), Дражов дол, Букора (от дървото бук) и Белчовец (извор, направен на чешма през 1937 г.). Местностите на север са: Рибиня (на местен изговор Рибиньъ — местността около реката), Обреща (дълъг бряг, изложен на слънцето), Могилките, Копровица, Нанова падина, Пеев дол, Дръмката, Триклажденски път, Станчови поляни, Дуньите, Горен и Долен Млекан (според местното обяснение в Млекан тревата е доста сочна и добитъка дава много мляко от нея) и Зли дол. На запад: Керкезкото (до Освобождението имало селище от черкези – колонисти), Усова падина (при спор за тази мера девенци и осенци са стигнали до бой. Името е от турчина Усо, свързан с друго предание), Вълканица — извор, Киркижов дол и Нонинското бранище. На юг са местностите: Янкулов мост, Рушидовото (през турско тук е бил чифликът на турчина Рушид бей), Горните лозя и Банишки шумак.
След кърджалийските размирици в Девене пламнала чумна епидемия. За да се предпазят от тази болест, суеверните люде направили рало от цяло дърво, впрегнали в него два вола близнаци и обиколили с бразда селото. Там, където започвала и завършвала браздата, закопали ралото и поставили каменен оброк. Всяка година на св. Кузман и св. Дамян селото правело служба и колело черна овца.
Друг оброк населението е почитало на Могилата при Хойсовата круша. На Илинден тук се е колела овца и са правили служба
за дъжд.
Третият оброк е на Върха (Връъа). Мястото и сега се нарича Кръста. Имало е голям каменен кръст. Служено му е на св. Тройца, като са клали овца, за да им се „наспори берекет“. По-късно девенци започнали да служат на Долното езеро на същия ден, където колели ялова крава. Тук също влагали вяра за изобилие.

## Население
Преброяване на населението през 2011 г.
Численост и дял на етническите групи според преброяването на населението през 2011 г.:
|                     | Численост | Дял (в %) |
| Общо                | 1032      | 100,00    |
| Българи             | 902       | 87,40     |
| Турци               | 0         | 0,00      |
| Цигани              | 75        | 7,26      |
| Други               | 0         | 0,00      |
| Не се самоопределят | 8         | 0,77      |
| Неотговорили        | 45        | 4,36      |